# Eurhythma polyzelota
Eurhythma polyzelota là một loài bướm đêm trong họ Crambidae.